# Francis Peyton Rous
Francis Peyton Rous (Baltimore, 1879. október 5. – New York, 1970. február 16.) amerikai orvos, patológus, virológus. 1966-ban Charles B. Hugginsszal közösen elnyerte az orvostudományi Nobel-díjat "a daganatkeltő vírusok felfedezéséért". Rous 1911-ben közölte felfedezését, vagyis a Nobel-díjra 55 évet kellett várnia, amivel világrekordernek számít. 

## Tanulmányai
Francis Peyton Rous 1879. október 5-én született a marylandi Baltimore-ban. Apja angol származású baltimore-i gabonakereskedő volt, anyjának ősei pedig francia hugenották voltak, akik a vallási üldözések miatt menekültek az Újvilágba. Anyai nagyapja az amerikai polgárháború előtt vásárolt földet Texasban és "három megyét belovagló" bíró lett belőle. Rous apja egy texasi útján ismerkedett meg leendő feleségével.
Apja korán meghalt, feleségét szűkös anyagi körülmények között, három kisgyermekkel hagyva magára. Ő ennek ellenére nem költözött texasi rokonságához, hanem a keleti parton maradt, hogy gyermekei a lehető legjobb oktatásban részesüljenek.
Rous a baltimore-i Johns Hopkins Egyetemre iratkozott be, itt kapta meg artium baccalaureus fokozatát 1900-ban, majd az orvosi szakon folytatta tanulmányait. Másodéveként egy boncolás során megszúrta ujját a tuberkulózisban elhunyt beteg egyik csontjával. A sérülés helye, majd ezután a hónalji nyirokmirigyei megduzzadtak, jelezve, hogy Rous megfertőződött a tüdővész kórokozójával. Duzzadt mirigyei eltávolítása után az orvos éghajlatváltozást javasolt, így Rous texasi nagybátyjához utazott. Rokona ranchán élt és megdolgozott az eltartásért, egy barátjával együtt lóháton kísérte a hatalmas marhacsordákat. Egyéves kihagyás után visszatért az egyetemre és 1905-ben megkapta orvosi diplomáját. Az egyetem kórházában lett rezidens, de mivel nem érezte úgy, hogy jó "igazi orvos" lenne belőle, ezért inkább a kutatás felé fordult és a Michigani Egyetemen vállalt patológus asszisztensi állást. Bár csekély fizetése nem tette volna lehetővé, a tanszék vezetőjének segítségével lehetősége nyílt rá, hogy 1907-ben néhány hónapig Drezdában tanuljon anatómiát.   

## A rákkeltő vírusok felfedezése
Visszatérése után elnyerte a New York-i Rockefeller Orvostudományi Kutatóintézet kezdő kutatók számára kiírt ösztöndíját. A limfociták kutatásában elért eredményeit közzétette az intézet igazgatója, Simon Flexner által szerkesztett folyóiratban. Flexnert meggyőzte Rous tehetsége, és néhány hónappal később, 1909-ben rábízta a tumorkutató laboratórium vezetését.
Rous hamarosan jelentős eredményeket ért el. Egy helybeli asszony bevitte az intézetbe egyik tyúkját, melynek mellén jókora tumor nőtt. Rous a daganatból sejtmentes szűrletet készített, amivel sikerült egészséges csirkéken tumort indukálnia, akár egymás után négy passzázson keresztül. Bebizonyította, hogy a daganatot egy vírus (amiknek a létezését csak néhány évvel korábban fedezték fel), a róla elnevezett Rous szarkómavírus okozza. Eredményeit megpróbálta egerekben is reprodukálni, de nem járt sikerrel, ezért 1915-től kezdve felhagyott a daganatkutatással és inkább patológiával foglalkozott. 1934-ben visszatért a vírusok által okozott tumorok kérdéséhez és Richard Shope-pal közösen kimutatta, hogy az USA délnyugati részén élő vadnyulak bőrdaganataiért szintén egy vírus felelős.
Peyton Rous egészen 65 éves koráig a Rockefeller Intézetben dolgozott, de nyugdíjazása után "emeritusként" is rendszeresen bejárt laboratóriumába. 

## Elismerései
Roust számos egyetem a díszdoktorává fogadta. Tagja volt a londoni Royal Society-nek, valamint a francia, dán és norvég orvostudományi akadémiáknak. Elnyerte az Amerikai Tudományos Akadémia Kovalenko-érmét, az Amerikai Rákkutató Társulat Kiváló Szolgálatért díját, az Amerikai Közegészségügyi Társaság Lasker-díját, valamint az ENSZ rákkutatásért járó díját.
Neve először 1926-ban, majd utána több alkalommal is felmerült az orvostudományi Nobel-díj jelöltjeként, és végül 1966-ban, 87 évesen kapta meg a jelentős elismerést Charles B. Hugginsszal közösen.

## Családja
Peyton Rous Marion Eckford deKayt vette feleségül. Három lányuk született, Marion, Ellen és Phoebe. Marion férje, Alan Lloyd Hodgkin szintén elnyerte az orvosi Nobel-díjat 1963-ban.
Francis Peyton Rous 1970. február 16-án halt meg, 90 éves korában, New Yorkban.